# Galeotto Franciotti della Rovere
Galeotto Franciotti della Rovere (Lucca o Roma, 1471 - Roma, 11 de septiembre de 1507) fue un eclesiástico italiano, obispo y cardenal, nepote de Julio II. 

## Biografía
Hijo de Gian Francesco Franciotti, patricio de Lucca, y de Luchina della Rovere, no hay noticia de sus primeros años ni de su formación universitaria, salvo que cursó estudios junto a Giovanni de Médici.
Su carrera eclesiástica prosperó gracias a sus antecedentes familiares: el mismo año de su nacimiento había sido elegido papa Sixto IV, que era tío de su madre y que haciendo un uso intensivo del nepotismo acostumbrado en la época, favoreció a sus parientes con numerosos beneficios eclesiásticos.  De los tíos de Galeotto, Giuliano era cardenal; Bartolomeo, arzobispo de Ferrara; Giovanni, capitán general de la Iglesia; y Leonardo, prefecto de Roma.  Su hermano Agostino fue arzobispo de Trebisonda, y su hermanastro Sisto Gara della Rovere, cardenal.
En enero de 1502 su tío el cardenal le cedió la administración apostólica de la diócesis de Savona, poco después la de Noli y la de Lucca, y le nombró su lugarteniente en la legación de Aviñón.  Tras la elección como papa del tío, en el consistorio de noviembre de 1503 Galeotto fue creado cardenal del título de San Pietro in Vincoli.  Recibió la consagración episcopal seis meses después de manos de los cardenales Antonio Pallavicino y Giovanni San Giorgio, en la misma ceremonia en la que también fueron consagrados obispos Raffaele Sansoni Riario, Francesco Alidosi, Antonio Ferrero y Gabriele de' Gabrielli.
Administrador de Benevento desde 1504, de Cremona desde 1505, vicecanciller desde ese mismo año tras la muerte de Ascanio Sforza, legado en Bolonia y en Roma en 1506, administrador de Vicenza en 1507, fue también abad comendatario de Santo Tommaso en Cremona, Chiaravalle en el Ducado de Milán, Farfa en el Lacio, Nonantola, Fonte Avellana y Fruttuaria en San Benigno Canavese.  Sus rentas se estimaban en 40.000 ducados.
Muerto en Roma en 1507, fue sepultado junto a Sixto IV en la basílica de San Pedro.  En Lucca se erigió en su honor un cenotafio en la capilla de los Franciotti de la iglesia de Sant'Agostino.